# Johnny Newman
John Sylvester "Johnny" Newman, Jr. (Danville, Virginia, 28 de noviembre de 1963) es un exjugador de baloncesto estadounidense que jugó dieciséis temporadas en la NBA y una más en la liga griega. Con 2,00 metros de estatura, lo hacía en la posición de alero.

## Trayectoria deportiva

### Universidad
Jugó durante cuatro temporadas con los Spiders de la Universidad de Richmond, en las que promedió 19,5 puntos y 5,5 rebotes por partido. Acabó su carrera con 2.325 puntos conseguidos, el líder histórico de su universidad y el tercero mejor de todos los tiempos de la Colonial Athletic Association, en la que fue incluido en el quinteto ideal sus tres últimas temporadas, siendo elegido mejor jugador en 1984.

### Profesional
Fue elegido en la vigésimo novena posición del Draft de la NBA de 1986 por Cleveland Cavaliers, donde jugó una temporada en la que no contó con la confianza de su entrenador, Lenny Wilkens, jugando poco más de 10 minutos por partido para promediar 5,0 puntos y 1,2 rebotes por partido. Tras ser despedido poco antes del comienzo de la temporada 1987-88, fichó una semana después como agente libre por New York Knicks. En el equipo neoyorquino las cosas cambiaron, y si bien en su primera temporada duplicó sus minutos en pista, en la segunda se hizo con un puesto en el quinteto titular, siendo el tercer mejor anotador del equipo tras Pat Ewing y Mark Jackson, primediando 16,0 puntos por partido.
Jugó un año más con los Knicks, hasta que en la temporada 1990-91 se convierte en agente libre restringido, negociando su pase a los Charlotte Hornets, sin que New York igualara la oferta. Allí se convierte junto con Armen Gilliam y Rex Chapman en el eje del equipo, promediando 16,9 puntos y 3,1 rebotes por partido. Al año siguiente una lesión le dejó mes y medio fuera del equipo, pero en un partido ante Indiana Pacers consiguió anotar 41 puntos, récord de la franquicia en ese momento.
La llegada de David Wingate en 1992 le restó protagonismo, y al año siguiente, con la temporada ya comenzada, fue traspasado a New Jersey Nets a cambio de Rumeal Robinson. En los Nets jugó el resto de la temporada saliendo del banquillo, promediando 9,5 puntos y 1,9 rebotes por partido, lo que no fue suficiente para que al finalizar la misma fuera despedido. Fichí entonces por Milwaukee Bucks un contrato por una temporada, convenciendo a los técnicos siendo renovado al año siguiente por tres más. En su segundo año en los Bucks fue titular en todos los partidos de la temporada regular, promediando 10,8 puntos y 2,4 rebotes.
La adquisición en el draft de Ray Allen en 1996 desplazó a Vin Baker a la posición de 3, y a Newman al banquillo. Jugó por tercer año consecutivo en los 82 partidos de temporada regular, promediando 8,7 puntos y 2,3 rebotes, anotando 20 o más puntos en 4 ocasiones, incluido un récord de la temporada de 27 ante Dallas Mavericks. Al año siguiente fue traspasado a Denver Nuggets junto con Joe Wolf y los derechos sobre Danny Fortson a cambio de Ervin Johnson. Esa temporada protagonizaría dos récords de la NBA todavía vigentes en un partido ante Boston Celtics, al lanzar 16 tiros libres en un solo cuarto (el último) y anotar 14, compartiendo honores con Rick Barry, Pete Maravich, Adrian Dantley y Michael Jordan, que lo logró en dos ocasiones. Por lo que respecta a su temporada en Denver, fue utilizado como sexto hombre por Bill Hanzlik, promediando 14,7 puntos por partido, su segunda mejor marca como profesional y la mejor de los Nuggets ese año, a excepción de los 19,8 que consiguió Eric Williams en tan solo 4 partidos jugados. En un partido ante Minnesota Timberwolves consiguió 18 de 21 tiros libres, la mejor marca de su carrera, para conseguir 31 puntos.
En la temporada 1998-99 regresa a los Cavs, firmando por dos temporadas y 2,1 millones de dólares, donde juega finalmente solo una temporada, siendo titular en dos partidos, y promediando 6,8 puntos. Al año siguiente es traspasado junto con Derek Anderson a Los Angeles Clippers a cambio de Lamond Murray, donde ya con 36 años jugaría dos temporadas, pasando en ambas de los 10 puntos por partido. En 2001 fue nuevamente traspasado, junto con Stephon Marbury y Soumaila Samake a los Phoenix Suns a cambio de Jason Kidd y Chris Dudley, pero fue finalmente despedido antes del comienzo de la temporada. Firmó entonces con Dallas Mavericks como agente libre, donde jugaría su última temporada en la NBA, promediando saliendo desde el banquillo 4,2 puntos por partido, perdiéndose 11 partidos por sendas lesiones.
Prolongó un año más su carrera en la liga griega, fichando en el mes de enero de 2003 por el Panionios BC, donde jugaría hasta el final de la temporada.

## Estadísticas de su carrera en la NBA

### Temporada regular
| Temporada | Edad | Equipo              | Liga | P    | TIT | MIN  | TC  | TCA  | %TC  | 3P  | 3PA | %3P  | TL  | TLA | %TL  | R.OF. | R.DEF. | REB | ASIS | ROB | TAP | PER | FP  | PTS  |
| 1986-87   | 23   | Cleveland Cavaliers | NBA  | 59   | 0   | 10.7 | 1.9 | 4.7  | .411 | 0.0 | 0.4 | .045 | 1.1 | 1.3 | .868 | 0.6   | 0.6    | 1.2 | 0.5  | 0.3 | 0.1 | 0.8 | 1.1 | 5.0  |
| 1987-88   | 24   | New York Knicks     | NBA  | 77   | 25  | 20.6 | 3.5 | 8.1  | .435 | 0.3 | 1.2 | .280 | 2.7 | 3.2 | .841 | 1.1   | 0.9    | 2.1 | 0.8  | 0.9 | 0.1 | 1.3 | 2.6 | 10.0 |
| 1988-89   | 25   | New York Knicks     | NBA  | 81   | 80  | 28.8 | 5.6 | 11.8 | .475 | 1.2 | 3.5 | .338 | 3.5 | 4.3 | .815 | 1.1   | 1.4    | 2.5 | 2.0  | 1.4 | 0.3 | 1.9 | 3.2 | 16.0 |
| 1989-90   | 26   | New York Knicks     | NBA  | 80   | 69  | 28.5 | 4.7 | 9.8  | .476 | 0.6 | 1.8 | .317 | 3.0 | 3.7 | .799 | 0.8   | 1.6    | 2.4 | 2.3  | 1.2 | 0.3 | 1.8 | 3.2 | 12.9 |
| 1990-91   | 27   | Charlotte Hornets   | NBA  | 81   | 81  | 30.6 | 5.9 | 12.6 | .470 | 0.4 | 1.0 | .357 | 4.8 | 5.9 | .809 | 1.2   | 2.0    | 3.1 | 2.3  | 1.2 | 0.2 | 2.3 | 3.4 | 16.9 |
| 1991-92   | 28   | Charlotte Hornets   | NBA  | 55   | 55  | 30.0 | 5.4 | 11.2 | .477 | 0.2 | 0.8 | .283 | 4.3 | 5.6 | .766 | 1.3   | 2.0    | 3.3 | 2.7  | 1.3 | 0.3 | 2.3 | 3.3 | 15.3 |
| 1992-93   | 29   | Charlotte Hornets   | NBA  | 64   | 27  | 23.0 | 4.4 | 8.3  | .522 | 0.2 | 0.7 | .267 | 3.0 | 3.8 | .808 | 1.1   | 1.1    | 2.2 | 1.8  | 0.7 | 0.3 | 1.4 | 2.4 | 11.9 |
| 1993-94   | 30   | TOTAL               | NBA  | 81   | 18  | 21.0 | 3.9 | 8.2  | .471 | 0.3 | 1.1 | .267 | 2.2 | 2.8 | .809 | 1.1   | 1.2    | 2.2 | 0.9  | 0.9 | 0.3 | 1.1 | 2.4 | 10.3 |
| 1993-94   | 30   | Charlotte Hornets   | NBA  | 18   | 18  | 23.8 | 5.1 | 9.7  | .523 | 0.2 | 0.9 | .250 | 2.7 | 3.3 | .814 | 1.2   | 2.1    | 3.2 | 1.6  | 1.0 | 0.3 | 1.6 | 2.4 | 13.0 |
| 1993-94   | 30   | New Jersey Nets     | NBA  | 63   | 0   | 20.1 | 3.5 | 7.8  | .453 | 0.3 | 1.2 | .270 | 2.1 | 2.6 | .807 | 1.0   | 0.9    | 1.9 | 0.7  | 0.8 | 0.3 | 1.0 | 2.4 | 9.5  |
| 1994-95   | 31   | Milwaukee Bucks     | NBA  | 82   | 11  | 23.1 | 2.8 | 6.0  | .463 | 0.5 | 1.6 | .352 | 1.7 | 2.1 | .801 | 0.9   | 1.2    | 2.1 | 1.1  | 0.8 | 0.2 | 1.0 | 2.9 | 7.7  |
| 1995-96   | 32   | Milwaukee Bucks     | NBA  | 82   | 82  | 32.8 | 3.9 | 7.9  | .495 | 0.7 | 2.0 | .377 | 2.3 | 2.8 | .802 | 0.8   | 1.6    | 2.4 | 1.9  | 1.1 | 0.2 | 1.3 | 3.1 | 10.8 |
| 1996-97   | 33   | Milwaukee Bucks     | NBA  | 82   | 4   | 25.1 | 3.0 | 6.7  | .450 | 0.4 | 1.2 | .347 | 2.3 | 3.0 | .765 | 0.8   | 1.5    | 2.3 | 1.4  | 0.9 | 0.2 | 1.4 | 3.1 | 8.7  |
| 1997-98   | 34   | Denver Nuggets      | NBA  | 74   | 15  | 29.4 | 4.6 | 10.8 | .431 | 0.5 | 1.4 | .343 | 4.9 | 6.0 | .820 | 0.7   | 1.2    | 1.9 | 1.9  | 1.0 | 0.3 | 2.0 | 2.8 | 14.7 |
| 1998-99   | 35   | Cleveland Cavaliers | NBA  | 50   | 2   | 19.0 | 2.1 | 5.0  | .422 | 0.5 | 1.2 | .377 | 1.4 | 1.7 | .810 | 0.3   | 1.2    | 1.5 | 0.8  | 0.6 | 0.2 | 0.8 | 2.5 | 6.1  |
| 1999-00   | 36   | New Jersey Nets     | NBA  | 82   | 9   | 21.5 | 3.4 | 7.6  | .446 | 0.9 | 2.3 | .379 | 2.3 | 2.8 | .838 | 0.5   | 1.4    | 1.9 | 0.8  | 0.6 | 0.1 | 1.1 | 2.5 | 10.0 |
| 2000-01   | 37   | New Jersey Nets     | NBA  | 82   | 17  | 25.0 | 3.5 | 8.5  | .419 | 0.7 | 2.1 | .335 | 3.1 | 3.6 | .855 | 0.4   | 1.7    | 2.1 | 1.4  | 0.8 | 0.1 | 1.3 | 2.8 | 10.9 |
| 2001-02   | 38   | Dallas Mavericks    | NBA  | 47   | 17  | 15.4 | 1.4 | 3.1  | .453 | 0.5 | 1.2 | .386 | 0.9 | 1.2 | .724 | 0.2   | 0.9    | 1.0 | 0.3  | 0.6 | 0.1 | 0.4 | 1.9 | 4.2  |
| Total     |      |                     | NBA  | 1159 | 512 | 24.5 | 3.8 | 8.3  | .461 | 0.5 | 1.5 | .336 | 2.8 | 3.4 | .810 | 0.8   | 1.4    | 2.2 | 1.5  | 0.9 | 0.2 | 1.4 | 2.8 | 11.0 |

### Playoffs
| Temporada | Edad | Equipo            | Liga | P  | MIN | TCA | TC  | 3PA | 3P | TLA | TL  | R.OF. | REB | ASIS | ROB | TAP | PER | FP  | PTS | %TC  | %3P  | %FT  | MIN  | PTS  | REB | AST |
| 1987-88   | 24   | New York Knicks   | NBA  | 4  | 113 | 31  | 68  | 0   | 9  | 14  | 16  | 8     | 11  | 7    | 6   | 1   | 6   | 16  | 76  | .456 | .000 | .875 | 28.3 | 19.0 | 2.8 | 1.8 |
| 1988-89   | 25   | New York Knicks   | NBA  | 9  | 258 | 50  | 107 | 7   | 28 | 38  | 49  | 13    | 25  | 17   | 8   | 1   | 18  | 27  | 145 | .467 | .250 | .776 | 28.7 | 16.1 | 2.8 | 1.9 |
| 1989-90   | 26   | New York Knicks   | NBA  | 10 | 231 | 38  | 85  | 4   | 10 | 37  | 49  | 11    | 21  | 10   | 9   | 3   | 17  | 41  | 117 | .447 | .400 | .755 | 23.1 | 11.7 | 2.1 | 1.0 |
| 1992-93   | 29   | Charlotte Hornets | NBA  | 9  | 173 | 28  | 55  | 1   | 5  | 11  | 16  | 7     | 19  | 18   | 10  | 1   | 15  | 19  | 68  | .509 | .200 | .688 | 19.2 | 7.6  | 2.1 | 2.0 |
| 1993-94   | 30   | New Jersey Nets   | NBA  | 4  | 54  | 3   | 13  | 1   | 4  | 5   | 7   | 2     | 5   | 2    | 2   | 2   | 3   | 11  | 12  | .231 | .250 | .714 | 13.5 | 3.0  | 1.3 | 0.5 |
| 2001-02   | 38   | Dallas Mavericks  | NBA  | 3  | 22  | 1   | 7   | 1   | 6  | 0   | 0   | 0     | 0   | 2    | 0   | 0   | 0   | 5   | 3   | .143 | .167 |      | 7.3  | 1.0  | 0.0 | 0.7 |
| Total     |      |                   | NBA  | 39 | 851 | 151 | 335 | 14  | 62 | 105 | 137 | 41    | 81  | 56   | 35  | 8   | 59  | 119 | 421 | .451 | .226 | .766 | 21.8 | 10.8 | 2.1 | 1.4 |